# Central térmica Los Guinchos
La central térmica de Los Guinchos está situada en el municipio de Breña Alta, en la zona este de la isla de La Palma (Canarias, España).La central cuenta con una turbina de gas que funciona con gasóleo y diez motores diésel que funcionan con fuel.

## Historia
Los tres primeros grupos  diésel, de 4,32 MW de potencia cada uno, entraron en producción en 1972, 1973 y 1975, respectivamente. El cuarto grupo diésel, de 5,04 MW de potencia, se conectó a la red en 1980. En 1983 se incorporó al parque de generación de la central un grupo de 7,52 MW. Otro grupo de la misma potencia se conectó en 1995. Los dos grupos, de 12,3 MW cada uno, se pusieron en funcionamiento en 2001 y 2003, respectivamente. Los dos últimos grupos, de 12,6 MW cada uno, se pusieron en marcha en 2006.
La turbina de gas, de 22 MW de potencia, comenzó su operación en 2004.

## Propiedad
La central térmica de Los Guinchos está participada por:
- Endesa  100%